# Aurora Mall

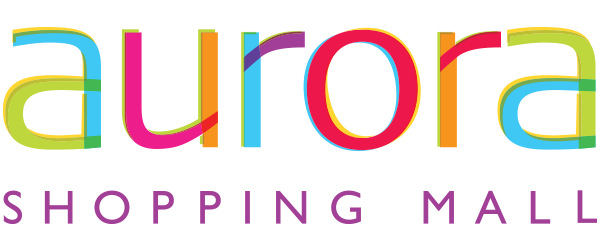
Logo 2008-2019

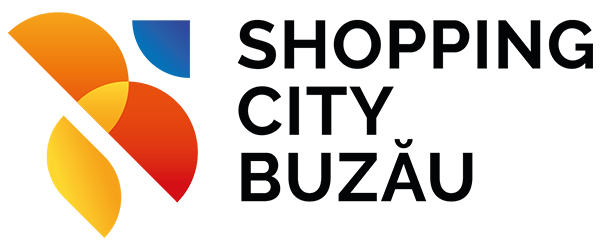
Logo 2019-

Shopping City Buzău este un centru comercial din Buzău, deschis la data de 26 
noiembrie 2008, având o suprafață totală de circa 40.000 de metri pătrați, din care suprafață 
închiriabilă 18.000 metri pătrați și o parcare cu peste 450 de locuri.
Principalii chiriași sunt hipermarketul Carrefour, care are alocată o suprafață de 6.500 mp, și Altex.
Shopping City Buzău a fost realizat de Cometex, compania de real estate a grupului Altex și a presupus o investiție de peste 25 milioane euro.
Inițial, centrul comercial a avut numele de Aurora Shopping Mall, dar ulterior pe 8 august 2019 a primit numele de Shopping City Buzău, odată cu o renovare/extindere ce va avea să se petreacă în perioada 2019-2020.